# Bartłomiejowice (województwo kujawsko-pomorskie)
Bartłomiejowice – wieś w Polsce położona w województwie kujawsko-pomorskim, w powiecie radziejowskim, w gminie Osięciny.

## Podział terytorialny
W latach 1975–1998 miejscowość administracyjnie należała do województwa włocławskiego. Wieś sołecka (zobacz BIP).

## Demografia
Według Narodowego Spisu Powszechnego (III 2011 r.) liczyła 157 mieszkańców. Jest siedemnastą co do wielkości miejscowością gminy Osięciny.